# Charles Louis Bernard de Cléron d'Haussonville
Charles Louis Bernard de Cléron, comte d'Haussonville, né à Paris le 1er novembre 1770, mort à Gurcy-le-Châtel le 1er novembre 1846, est un officier émigré rallié à l'Empire. Fait pair de France à la Restauration, rallia les partisans de la monarchie constitutionnelle.

## Biographie
Charles Louis Bernard de Cléron d'Haussonville est le fils de Joseph-Louis-Bernard de Cléron, comte d'Haussonville, et d'Antoinette-Marie de Régnier de Guerchy.
Il sert d'abord au régiment du roi. Son père s'était montré, à la Révolution, partisan des idées nouvelles, ce qui ne l'empêcha pas de donner trois cents louis à son fils en lui ordonnant de rejoindre l'Armée des princes : « À votre âge, lui dit il, il faut faire ce que font les jeunes gens de sa génération ». Le jeune d'Haussonville émigre donc en 1792 et sert à l'armée des princes. Quand l'Armée des princes est dissoute, il cherche alors à rejoindre Aix-la-Chapelle avec ses ami Du Tillet et d'Aramon. L'avancée de l'armée commandée par Custine les conduisent à passer au-delà de Cassel et par Düsseldorf. Il rejoint alors les rangs des uhlans britanniques, en qualité d'officier commandant la grand'garde aux côtés d'Alphonse du Tillet
Rentré en France à l'époque du Consulat, il se distingue durant les campagnes de Prusse et de Pologne, devient colonel d'état-major et chambellan de l'empereur, et est créé comte de l'Empire le 27 septembre 1810. 
Son adhésion au retour des Bourbons lui vaut, à la seconde Restauration, un siège à la Chambre des pairs (17 août 1815), avec le titre de comte-pair, viager (1817), puis héréditaire (1822), sur institution d'un majorat.
Il vote constamment avec les défenseurs de la monarchie constitutionnelle, se prononce pour la mort dans le procès du maréchal Ney. Aux journées de juillet 1830, il tente en vain de sauver la couronne du duc de Bordeaux. 
Le 2 août 1830, il adresse à Louis-Philippe une lettre pressante, l'engageant à conserver intacte la couronne à Henri V : « C'est une superbe tâche, écrivait-il, si grande et si difficile qui vous est réservée, Monseigneur. Déjà un de vos ancêtres, en protégeant Louis XV, vous a légué un bel exemple qu'il vous est donné de surpasser. » Sa voix ne fut pas entendue, mais d'Haussonville n'en garda pas rancune au nouveau roi ; il prête serment comme pair, et siège à la Chambre haute jusqu'à sa mort.

### Distinctions
- chevalier de l'Ordre royal et militaire de Saint Louis ;
- commandeur de la Légion d'honneur

### Mariage et descendance
Il épouse à Paris en 1802 Jeanne Marie Thérèse Falcoz de La Blache (1773 - Paris, 15 juillet 1854), fille de Alexandre de Falcoz de La Blache, maréchal des camps et armées du Roi, chevalier de Saint Louis, député de la noblesse du Dauphiné aux Etats-généraux, puis à l'Assemblée constituante, et de Charlotte Gaillard de Beaumanoir.
Elle était veuve en premières noces de Charles Eugène Gabriel de Virot de Sombreuil, fusillé après le débarquement de Quiberon, en 1795. 
Tous deux ont un fils unique :
- Joseph d'Haussonville, député de Seine et Marne (1842-1848), sénateur (1878-1884), membre de l'Académie française, officier de la Légion d'honneur (Paris, 27 mai 1869 - Paris, 28 mai 1884), marié en 1836 avec Louise Albertine de Broglie (1818-1882), dont postérité[5].

### Source
- « Charles Louis Bernard de Cléron d'Haussonville », dans Adolphe Robert et Gaston Cougny, Dictionnaire des parlementaires français, Edgar Bourloton, 1889-1891 [détail de l’édition]